# Almeric Paget
Almeric Hugh Paget, 1. baron Queenborough (Almeric Hugh Paget, 1st Baron Queenborough) (14. března 1861, Londýn, Anglie – 22. září 1949, Camfield Place, Hertfordshire, Anglie) byl britský politik a podnikatel. V mládí odešel do USA, kde se prosadil v podnikání, po návratu do Anglie byl poslancem Dolní sněmovny, v roce 1917 získal titul barona a vstoupil do Sněmovny lordů. V meziválečném období byl vysokým funkcionářem ve Společnosti národů, v závěru své politické kariéry byl příznivcem fašistických režimů ve Španělsku a Německu.

## Životopis
Pocházel z významného šlechtického rodu Pagetů, byl vnukem vojevůdce napoleonských válek markýze z Anglesey. Narodil se v Londýně jako nejmladší syn generála lorda Alfreda Pageta (1816–1888), po matce byl potomkem rodu Wyndhamů. Studoval v Harrow School a v Cambridge. Původně pracoval pro železniční společnost Midland Railway, v roce 1881 odešel do USA, kde žil jako farmář a později realitní agent. Když jej starší bratr Arthur představil ve vyšší společnosti, spřátelil se s pozdějším prezidentem Theodorem Rooseveltem. V 90. letech 19. století byl v Americe spoluzakladatelem několika společností zaměřených na těžbu uhlí a výrobu železa. Kvůli špatnému zdraví své manželky se v roce 1901 vrátil do Anglie a usadil se na venkovském sídle Brandon Park House v hrabství Suffolk, kde byl v roce 1909 šerifem. Mezitím se aktivně zapojil do politiky v řadách liberálních unionistů. V roce 1906 neúspěšně kandidoval ve volbách, členem Dolní sněmovny byl v letech 1910–1917. Během první světové války se věnoval zdravotnické péči o zraněné vojáky, kromě toho na vlastní náklady vyzbrojil dobrovolnický sbor, z nějž 200 vojáků padlo v bitvě na Sommě.
V roce 1917 rezignoval na poslanecký mandát a v roce 1918 s titulem barona vstoupil do Sněmovny lordů. V letech 1920–1936 zastával funkci pokladníka Společnosti národů, v roce 1926 obdržel Řád britského impéria. Post ve Společnosti národů opustil v roce 1936 na protest proti mezinárodnímu uznání Sovětského svazu. Ve 30. letech vystupoval jako příznivec fašistických režimů ve Španělsku a Německu, ještě v roce 1939 veřejně vystupoval jako stoupenec Adolfa Hitlera.
Zemřel na svém sídle Camfield Place (Hertfordshire), které koupil v roce 1921 po uzavření druhého sňatku.

## Rodina
Byl dvakrát ženatý, poprvé se oženil v New Yorku v roce 1895 s bohatou americkou dědičkou Pauline Whitney (1874–1916), dcerou amerického ministra námořnictva Williama Whitneye (jejich sňatku byl přítomen i bývalý americký prezident Grover Cleveland). Podruhé se oženil v roce 1921 se spisovatelkou Edith Miller (1887–1933), která pocházela z bohaté americké průmyslnické rodiny. Z obou manželství se narodilo pět dcer. Almericovým úmrtím v roce 1949 titul barona zanikl.
Jeho nejstarší bratr Arthur Paget (1851–1928) byl generálem a vrchním velitelem v Irsku, další bratr Alfred Wyndham Paget (1852–1918) byl admirálem Royal Navy.